# Silke Mastbooms
Silke Mastbooms (15 februari 1994) is een Vlaamse zangeres, musicalactrice, voice-over en radioproducer. Ze kreeg in 2012 nationale bekendheid toen ze de tweede plaats haalde tijdens de finale van de eerste editie van de talentenjacht The Voice van Vlaanderen. 

## Biografie
Ze is geboren in Brasschaat.
Silke schreef zich in 2011 in als kandidate voor de The Voice van Vlaanderen. Natalia draaide als enige om. Ze werd knap tweede, maar moest de duimen leggen voor Glenn Claes die won met 52% van de stemmen. Silke heeft Aziatische roots. Haar moeder kwam op jonge leeftijd van Korea naar België als adoptiekind. Ze studeerde humane wetenschappen.

## Carrière
Silke stootte in de halve finale van de The Voice van Vlaanderen door naar de finale, wat haar recht gaf op het uitbrengen van een single. Haar single "Awake" kwam op 17 maart 2012 binnen in de Vlaamse Ultratop 50 op de derde plaats, de hoogste plaats van de vier finalisten, de singles van de andere drie finalisten kwamen respectievelijk binnen op de vierde, negende en twintigste plaats.
In 2020 zou Silke haar musical-debuut maken als Pocahontas in de gelijknamige musical van productiehuis Uitgezonderd. Door COVID-19 werden de voorstellingen verplaatst naar april 2023.

## Discografie
| Album met hitnotering(en) in de Vlaamse Ultratop 200 albums | Datum van verschijnen | Datum van binnenkomst | Hoogste positie | Aantal weken | Opmerkingen |
| ----------------------------------------------------------- | --------------------- | --------------------- | --------------- | ------------ | ----------- |
| Rooted But Free                                             | 06-10-2014            | 04-10-2014            | 86              | 4            |             |

### Singles
| Single met hitnotering(en) in de Vlaamse Ultratop 50 | Datum van verschijnen | Datum van binnenkomst | Hoogste positie | Aantal weken | Opmerkingen                |
| ---------------------------------------------------- | --------------------- | --------------------- | --------------- | ------------ | -------------------------- |
| Awake                                                | 12-03-2012            | 17-03-2012            | 2               | 9            | Nr. 8 in de Radio 2 Top 30 |
| The Spark                                            | 2012                  | 22-09-2012            | tip11           |              |                            |
| Smile                                                | 2013                  | 27-04-2013            | tip80           |              |                            |